# Фиора
Фиора (Fiora) е река в северен Лацио и южна Тоскана, Италия.
Извира от Монте Амиата близо до Санта Фиора, провинция Гросето.
Влива се в Тиренско море до Монталто ди Кастро, провинция Витербо.
Реката е дълга 83 км.